# Ferry-Dusika-Hallenstadion

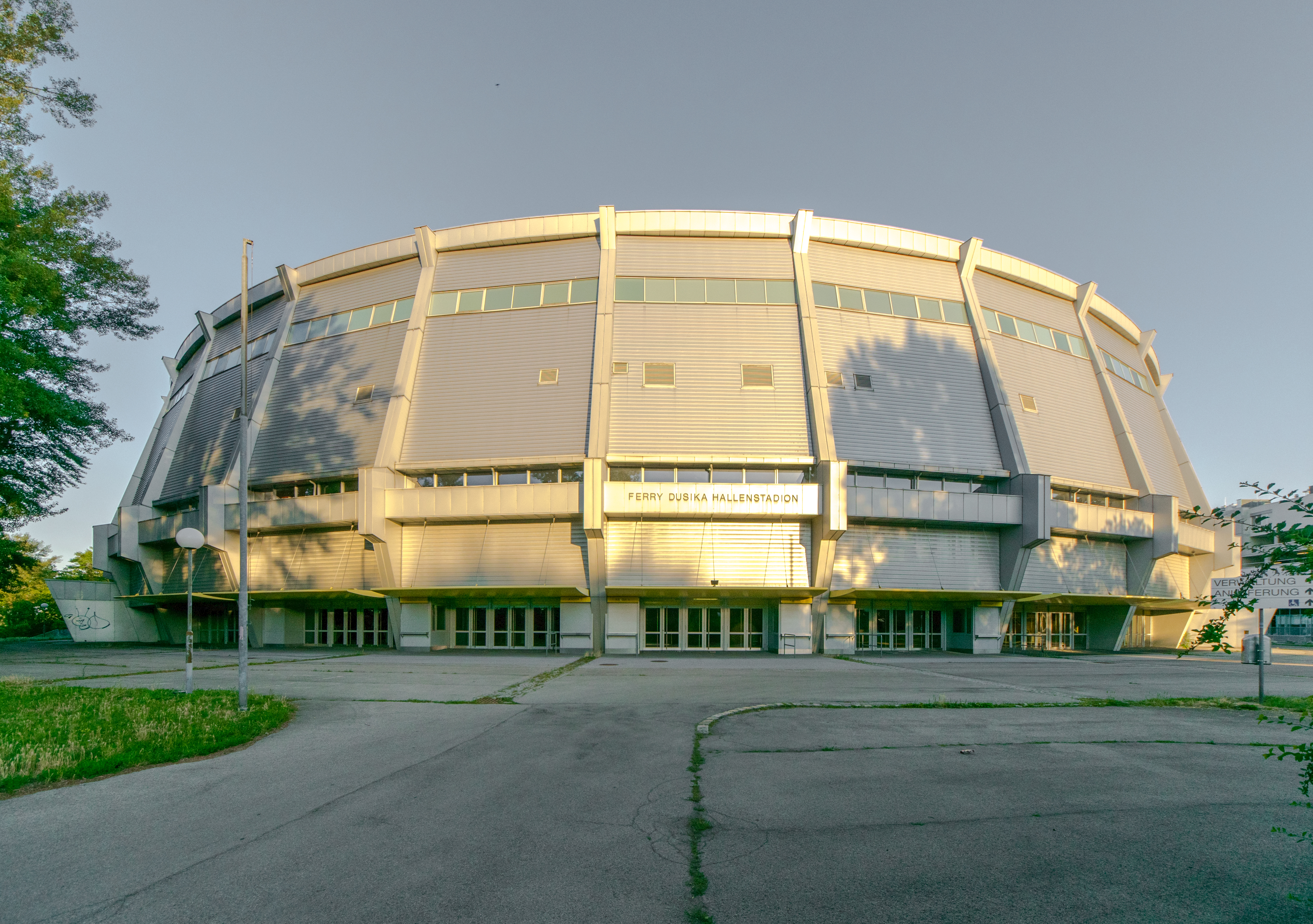
Ferry-Dusika-Hallenstadion

Das Ferry-Dusika-Hallenstadion war eine multifunktionale Sporthalle im 2. Wiener Gemeindebezirk Leopoldstadt. Mit bis zu 5.500 Plätzen war sie eine der größten Leichtathletik- und Radhallen Österreichs, deren Betrieb allerdings mit Ende Juli 2021 eingestellt wurde. Benannt war die Halle nach dem ehemaligen Radrennfahrer Ferry Dusika. Die in ihr befindliche Radrennbahn war die einzige in Österreich. Inzwischen wurde in Linz das Hello yellow Velodrom eröffnet, das nun das einzige in Österreich ist.

## Geschichte
An der Stelle des späteren Stadions stand ehemals die alte Freiluft-Radrennbahn, die am 11. Juli 1931 gemeinsam mit Praterstadion und Stadionbad eröffnet wurde.
Das von Herbert Schürmann (1925–1994) mit Überdachung geplante Bauwerk (Radbahnprojekt Nr. 77) wurde – anstelle der Freiluftbahn – in den Jahren 1968 bis 1976 am Rand des Praters zwischen dem rechten Donauufer und dem Ernst-Happel-Stadion (bis 1992: Praterstadion) errichtet und am 20. April 1977 vom Bürgermeister der Stadt Wien, Leopold Gratz (1929–2006), im Rahmen eines (mehr als 9000 Zuschauer verzeichnenden) internationalen Radmeetings eröffnet, für das Dusika Größen des Radsports verpflichten konnte. Bereits im März 1977 hatten sechs Spiele der ersten Handball-B-Weltmeisterschaft (25. Februar bis 6. März 1977) im Stadion stattgefunden, darunter das Finalspiel. Diese Veranstaltung wurde, obwohl bisweilen behauptet, nicht für die feierliche Eröffnung des Bauwerks benutzt.
Das erste Leichtathletik-Meeting (Hallencup der Stadt Wien) fand am 2. Oktober 1977 statt.
Eine Generalsanierung der Indoor-Radbahn erfolgte in den Jahren 1997 bis 1999 wiederum von Schuermann Architects – als Radbahnprojekt Nr. 113 (Umbau) in ihrer Referenzliste. Nach der Länge der Bahn von 250 m, nach wie vor in Holz, eignete sie sich bestens für Training und alle Arten von Wettbewerben bis zu Weltmeisterschaften.
Bei der nun geschlossenen und zum Abriss vorgesehenen Halle handelte sich um die nunmehr einzige Bahnradsportanlage Österreichs und zudem um eine der wichtigsten Hallen für Leichtathletik- und Ballspielwettbewerbe des Landes. 2005 wurden auf der Radrennbahn die UCI-Bahn-Weltmeisterschaften der Junioren ausgetragen. Jährlich wurde der GP Vienna Preis ausgetragen. Während der Fußball-Europameisterschaft 2008 diente das Stadion als Akkreditierungszentrum und Lagerhalle.
Als Konsequenz eines Berichtes über Dusikas NS-Vergangenheit wurde eine Umbenennung des Stadions geprüft. Zur Diskussion stand, die Halle nach einer Frau und Pionierin des Radsports zu benennen, wie etwa Mizzi Wokrina, Cenci Flendrofsky oder Elise Steininger, der Vorgang wurde dann aber zu den Akten gelegt.
Im Zuge der Flüchtlingskrise in Europa ab 2015 wurden im Hallenstadion ab September 2015 mehrere Hundert Flüchtlinge untergebracht. Die dortigen Zustände standen als „unzumutbar“ unter massiver Kritik. In dieser Zeit war kein Sportbetrieb in der Halle möglich.
Im Jänner 2021 wurde vom Wiener Gemeinderat auf Betreiben des Wiener Sportstadtrates Peter Hacker der Abriss der Halle beschlossen. An ihrer Stelle soll bis 2025 die „Sport Arena Wien“ für mehrere Sportarten errichtet werden, die allerdings nicht über eine Radrennbahn verfügen soll. Der Österreichische Radsport-Verband kritisierte, dass er zu keiner Zeit in die Planungen eingebunden worden sei.

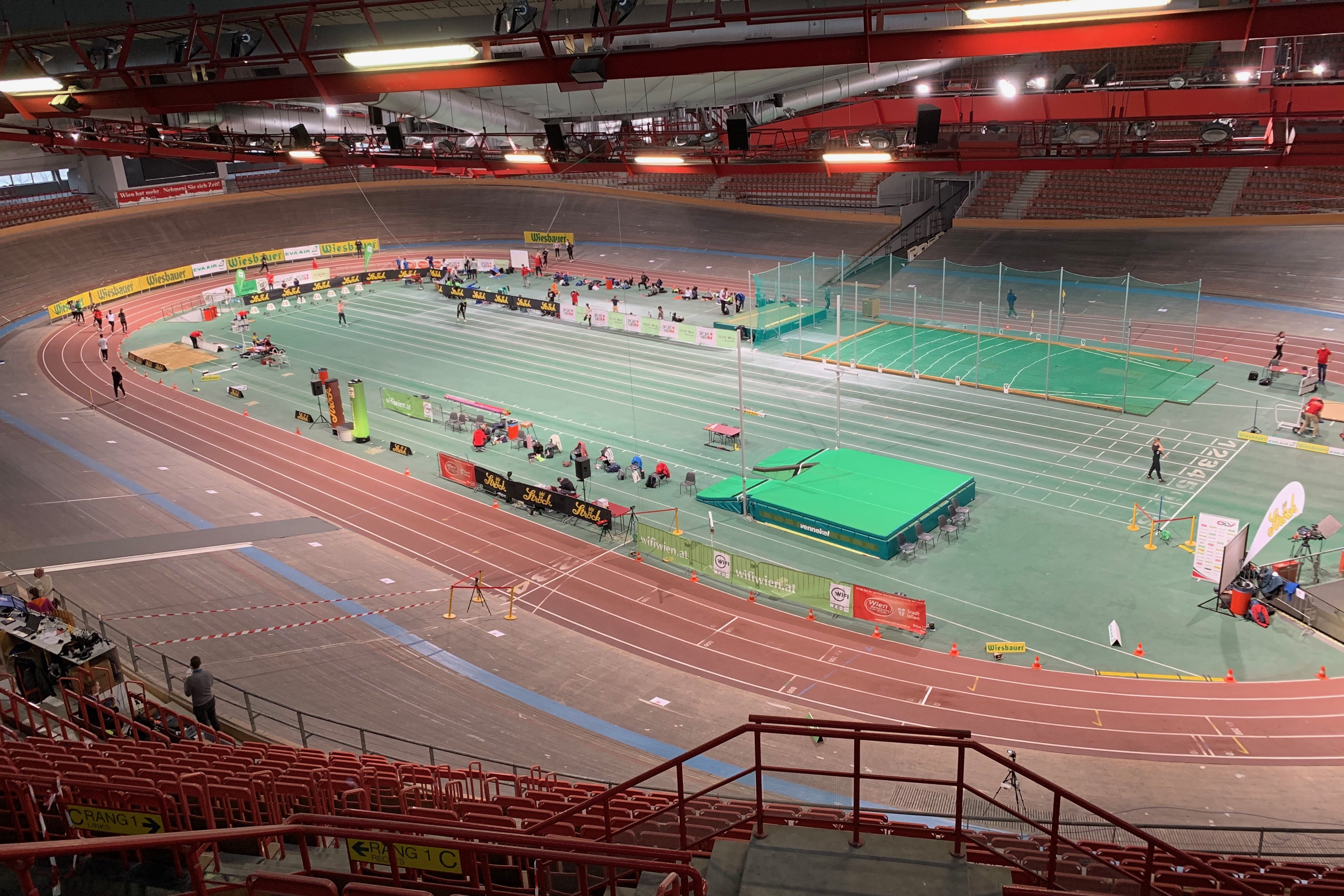
Innenansicht des Ferry-Dusika-Hallenstadions – aufgenommen beim letzten internationalen Leichtathletik-Meeting am 30. Jänner 2021

Das letzte internationale Leichtathletik-Meeting (Indoor Track & Field Vienna) wurde am 30. Januar 2021 durchgeführt.
Höhepunkt dieses Meetings war der 800 m U20-Weltrekord durch die britische Athletin Keely Hodgkinson, die 2024 in Paris Olympiasiegerin über die gleiche Distanz geworden ist.
Im Juli 2021 fanden in der Halle die letzten österreichischen Meisterschaften im Bahnradsport vor ihrem Abriss statt.
Im August 2021 wurde begonnen, alles Verwertbare wie die Sitze, Kabel und Eisenteile aus der Halle zu entfernen. Die Sitze wurden für 10 Euro pro Stück zum Kauf angeboten.
Am 19. Jänner 2022 wurde mit dem Abriss des Gebäudes begonnen, der erste Schritt war das Abtragen der Dachkonstruktion.
Als Ersatz wird ein neuer aus drei horizontalen Schichten zusammengesetzter Gebäudekomplex errichtet, mit dessen Bau im Sommer 2022 begonnen wurde. Laut den vorliegenden Plänen wird die Arena in gestapelter Bauweise errichtet und Platz für drei unabhängig voneinander nutz- und bespielbare Hallen bieten. Als Zentrum wird sie eine Ballsporthalle mit flexiblen Tribünen haben und Platz für bis zu 3.000 Besucher bieten. Zwei weitere Hauptteile werden eine Halle für Kunstturnen sowie im Oberbereich eine Leichtathletikhalle mit 200-Meter-Bahn sein. Die Leichtathletikhalle wird auch für kleinere nationale Bewerbe genutzt werden können. Der Gebäudekomplex wird ein Ausmaß von 110 × 80 × 24 Metern haben. Eine Radrennbahn ist nicht vorgesehen.

## Großveranstaltungen
- 1977 B-Handball-Weltmeisterschaft (je zwei Spiele: 1., 3., 6. März)
- 1979 Leichtathletik-Halleneuropameisterschaften
- 1987 Bahn-Radweltmeisterschaften
- 1999 Volleyball-Europameisterschaft
- 2002 Leichtathletik-Halleneuropameisterschaften
- 2005 Bahn-Radweltmeisterschaften der Junioren
- 2010 Judo-Europameisterschaften[23]
- 2005–2012 : Österreichische Cheerleader Meisterschaft

Zudem diente die Halle bereits sechsmal der Austragung von Tennis-Länderkämpfen im Rahmen des Davis Cups.

## Statistik Leichtathletik
Im Laufe der 44 Jahre des Bestehens des Ferry-Dusika-Stadions wurden hier im Zuge vieler internationaler Großveranstaltungen unzählige Top-Leistungen in den unterschiedlichsten Leichtathletik-Disziplinen erzielt, die aufgrund des Abrisses des Stadions nunmehr ewige Stadion-Rekorde geworden sind.
Während des Bestehens des Ferry-Dusika-Stadions wurden insgesamt 15 Hallen-Weltrekorde bzw. -Weltbestleistungen (Männer 5, Frauen 10) sowie 149 österreichische Hallen-Rekorde (Männer 94, Frauen 55) erzielt.

Die österreichischen Hallen-Staatsmeisterschaften fanden 29 mal in dieser Halle statt.

### Weltrekorde bzw. Weltbestleistungen
Gemäß dem Internationalen Leichtathletikverband World Athletics wurden die Leistungen in der Halle bis 31. Dezember 1986 nur als Weltbestleistungen angeführt.

#### Männer
| Disziplin    | Leistung     | Athlet           | Jahrgang | Datum            |
| ------------ | ------------ | ---------------- | -------- | ---------------- |
| 400 m        | 46,21 s      | Karel Kolář      | 1955     | 25. Februar 1979 |
| 60 m Hürden  | 7,59 s       | Thomas Munkelt   | 1952     | 25. Februar 1979 |
| 400 m        | 45,41 s      | Thomas Schönlebe | 1965     | 9. Februar 1986  |
| 5000 m Gehen | 18:44,97 min | Ronald Weigel    | 1959     | 1. Februar 1987  |
| 5000 m Gehen | 18:11,41 min | Ronald Weigel    | 1959     | 13. Februar 1988 |

#### Frauen
Die Hallen-Weltrekorde von Heike Drechsler (Weitsprung) und Jolanda Ceplak (800 m) waren zum Zeitpunkt des Abrisses des Stadions noch gültig.
Bemerkenswert sind ebenfalls zwei Weltrekorde der tschechischen Läuferin Jarmila Kratochvilová, die sie am 28. Jänner 1981 erzielte:

Über die 400 m blieb sie als erste Läuferin der Welt in der Halle unter 50 Sekunden. Ebenfalls als erste Frau gelang es ihr, noch am selben Tag, etwas später am Abend, die 200 m unter 23 Sekunden zu laufen.
| Disziplin      | Leistung    | Athletin              | Jahrgang | Datum            |
| -------------- | ----------- | --------------------- | -------- | ---------------- |
| 200 m          | 23,19 s     | Jarmila Kratochvilová | 1951     | 4. Februar 1979  |
| 200 m          | 22,76 s     | Jarmila Kratochvilová | 1951     | 28. Januar 1981  |
| 400 m          | 49,64 s     | Jarmila Kratochvílová | 1951     | 28. Januar 1981  |
| 800 m          | 1:58,42 min | Sigrun Wodars         | 1965     | 1. Februar 1987  |
| 800 m          | 1:56,40 min | Christine Wachtel     | 1965     | 13. Februar 1988 |
| Weitsprung     | 7,37 m      | Heike Drechsler       | 1964     | 13. Februar 1988 |
| 60 m Hürden    | 7,73 s      | Cornelia Oschkenat    | 1961     | 25. Februar 1989 |
| Stabhochsprung | 4,75 m      | Svetlana Feofanova    | 1980     | 3. März 2002     |
| 800 m          | 1:55,82 min | Jolanda Čeplak        | 1976     | 3. März 2002     |
| 800 m / U20    | 1:59,03 min | Keely Hodgkinson      | 2002     | 30. Januar 2021  |

### Stadion-Rekorde
Die nachfolgenden Tabellen zeigen den Stand der nunmehr ewigen Stadion-Rekorde.

#### Männer
| Disziplin         | Rekord       | Athlet                                                           | Jahrgang            | Datum            |
| ----------------- | ------------ | ---------------------------------------------------------------- | ------------------- | ---------------- |
| 60 m              | 6,49 s       | Jason Gardener                                                   | 1975                | 3. März 2002     |
| 200 m             | 20,55 s      | Marcin Urbas                                                     | 1976                | 1. März 2002     |
| 400 m             | 45,39 s      | Marek Plawgo                                                     | 1981                | 3. März 2002     |
| 800 m             | 1:44,78 min  | Pawel Czapiewski                                                 | 1978                | 2. März 2002     |
| 1000 m            | 2:22,6 min   | Dietmar Millonig                                                 | 1955                | 13. Februar 1979 |
| 1500 m            | 3:35,71 min  | Homiyu Tesfaye                                                   | 1993                | 14. Februar 2015 |
| 3000 m            | 7:43,38 min  | Mohammed Khaldi                                                  | 1975                | 12. Februar 2001 |
| 60 m Hürden       | 7,40 s       | Colin Jackson                                                    | 1961                | 2. März 2002     |
| 4 × 400 m Staffel | 3:05,50 min  | Marek Plawgo Piotr Rysiukiewicz Artur Gąsiewski Robert Mackowiak | 1981 1974 1973 1970 | 3. März 2002     |
| 3000 m Gehen      | 11:12,0 min  | Martin Toporek                                                   | 1961                | 10. Februar 1983 |
| 5000 m Gehen      | 18:11,41 min | Ronald Weigel                                                    | 1959                | 13. Februar 1988 |
| Hochsprung        | 2,34 m       | Staffan Strand                                                   | 1976                | 3. März 2002     |
| Stabhochsprung    | 5,81 m       | Tim Lobinger                                                     | 1972                | 31. Januar 2006  |
| Weitsprung        | 8,29 m       | Ivan Pedroso                                                     | 1972                | 15. Februar 1991 |
| Dreisprung        | 17,54 m      | Christian Olsson                                                 | 1980                | 3. März 2002     |
| Kugelstoßen       | 21,55 m      | Werner Günthör                                                   | 1961                | 14. Februar 1991 |
| Siebenkampf       | 6280 Punkte  | Roman Šebrle                                                     | 1974                | 1./2. März 2002  |

#### Frauen
| Disziplin         | Rekord       | Athletin                                                                 | Jahrgang            | Datum            |
| ----------------- | ------------ | ------------------------------------------------------------------------ | ------------------- | ---------------- |
| 60 m              | 6,95 s       | Irina Priwalowa                                                          | 1968                | 6. Februar 1994  |
| 200 m             | 22,52 s      | Muriel Hurtis                                                            | 1979                | 2. März 2002     |
| 400 m             | 49,64 s      | Jarmila Kratochvílová                                                    | 1951                | 28. Januar 1981  |
| 800 m             | 1:55,82 min  | Jolanda Čeplak                                                           | 1976                | 3. März 2002     |
| 1000 m            | 2:48,07 min  | Doris Weilharter                                                         | 1952                | 31. Januar 1982  |
| 1500 m            | 4:03,5 min   | Natalia Mărășescu                                                        | 1952                | 25. Februar 1979 |
| 3000 m            | 8:41,79 min  | Kathrin Ullrich                                                          | 1967                | 13. Februar 1988 |
| 60 m Hürden       | 7,73 s       | Cornelia Oschkenat                                                       | 1961                | 25. Februar 1989 |
| 4 × 400 m Staffel | 3:32,24 min  | Kazjaryna Stankewitsch Iryna Chljustawa Hanna Kosak Swjatlana Ussowitsch | 1977 1978 1974 1980 | 3. März 2002     |
| 3000 m Gehen      | 12:06,79 min | Beate Anders                                                             | 1968                | 25. Februar 1989 |
| Hochsprung        | 2,03 m       | Marina Kuptsova                                                          | 1981                | 2. März 2002     |
| Stabhochsprung    | 4,75 m       | Svetlana Feofanova                                                       | 1980                | 3. März 2002     |
| Weitsprung        | 7,37 m       | Heike Drechsler                                                          | 1964                | 13. Februar 1988 |
| Dreisprung        | 14,81 m      | Tereza Marinova                                                          | 1977                | 2. März 2002     |
| Kugelstoßen       | 21,03 m      | Helena Fibingerová                                                       | 1949                | 31. Januar 1985  |
| Fünfkampf         | 4622 Punkte  | Jelena W. Prochorowa                                                     | 1978                | 1. März 2002     |

## Statistik Tennis
Im Rahmen des Davis Cups wurden folgende Tennis-Länderkämpfe ausgetragen.
| Von             | Bis              | Heim-Mannschaft | Gast-Mannschaft    | AUT | Gast | Belag     |
| --------------- | ---------------- | --------------- | ------------------ | --- | ---- | --------- |
| 3. Februar 1989 | 5. Februar 1989  | Österreich      | Australien         | 5   | 0    | Clay      |
| 7. April 1989   | 9. April 1989    | Österreich      | Schweden           | 2   | 3    | Clay      |
| 20. März 1990   | 1. April 1990    | Österreich      | Italien            | 5   | 0    | Clay      |
| 26. März 1993   | 28. März 1993    | Österreich      | Frankreich         | 1   | 4    | Clay      |
| 3. Februar 1995 | 5. Februar 1995  | Österreich      | Spanien            | 4   | 1    | Hartplatz |
| 8. Februar 2008 | 10. Februar 2008 | Österreich      | Vereinigte Staaten | 1   | 4    | Clay      |